# 10ª edizione dei Directors Guild of America Award
La 10ª edizione dei Directors Guild of America Award si è tenuta nel corso del 1958 e ha premiato il migliore regista cinematografico e televisivo del 1957.

## Cinema
- David Lean – Il ponte sul fiume Kwai (The Bridge on the River Kwai)
- George Cukor – Les Girls
- Stanley Donen – Cenerentola a Parigi (Funny Face)
- José Ferrer – The Great Man
- John Huston – L'anima e la carne (Heaven Knows, Mr. Allison)
- Elia Kazan – Un volto nella folla (A Face in the Crowd)
- Stanley Kramer – Orgoglio e passione (The Pride and the Passion)
- Joshua Logan – Sayonara
- Sidney Lumet – La parola ai giurati (12 Angry Men)
- Anthony Mann – Uomini in guerra (Men in War)
- Leo McCarey – Un amore splendido (An Affair to Remember)
- Mark Robson – I peccatori di Peyton (Peyton Place)
- John Sturges – Sfida all'O.K. Corral (Gunfight at the O.K. Corral)
- Fred Zinnemann – Un cappello pieno di pioggia (A Hatful of Rain)
- Robert Mulligan – Prigioniero della paura (Fear Strikes Out)
- Billy Wilder – Testimone d'accusa (Witness for the Prosecution)

## Televisione
- Don Weis – Schlitz Playhouse of Stars per l'episodio The Lonely Wizard
- Earl Bellamy – Carovane verso il West (Wagon Train) per l'episodio The Clara Beauchamp Story
- Robert Florey – Carovane verso il West (Wagon Train) per l'episodio The Clara Beauchamp Story
- Bernard Girard – Playhouse 90 per l'episodio Four Women in Black
- Philip Rogers – The Salem Witch Trials